# Stomaphis radicicola
Stomaphis radicicola är en insektsart. Stomaphis radicicola ingår i släktet Stomaphis och familjen långrörsbladlöss. Inga underarter finns listade i Catalogue of Life.